# Let L-200 Morava
Let L-200 Morava är ett tvåmotorigt propellerflygplan tillverkat av Let Kunovice mellan 1957 och 1964. L-200 Morava hade kapacitet för upp till fyra passagerare och kunde flyga på 20 000 fots höjd. 374 exemplar byggdes innan produktionen lades ned.